# Rathausgasse (Bern)

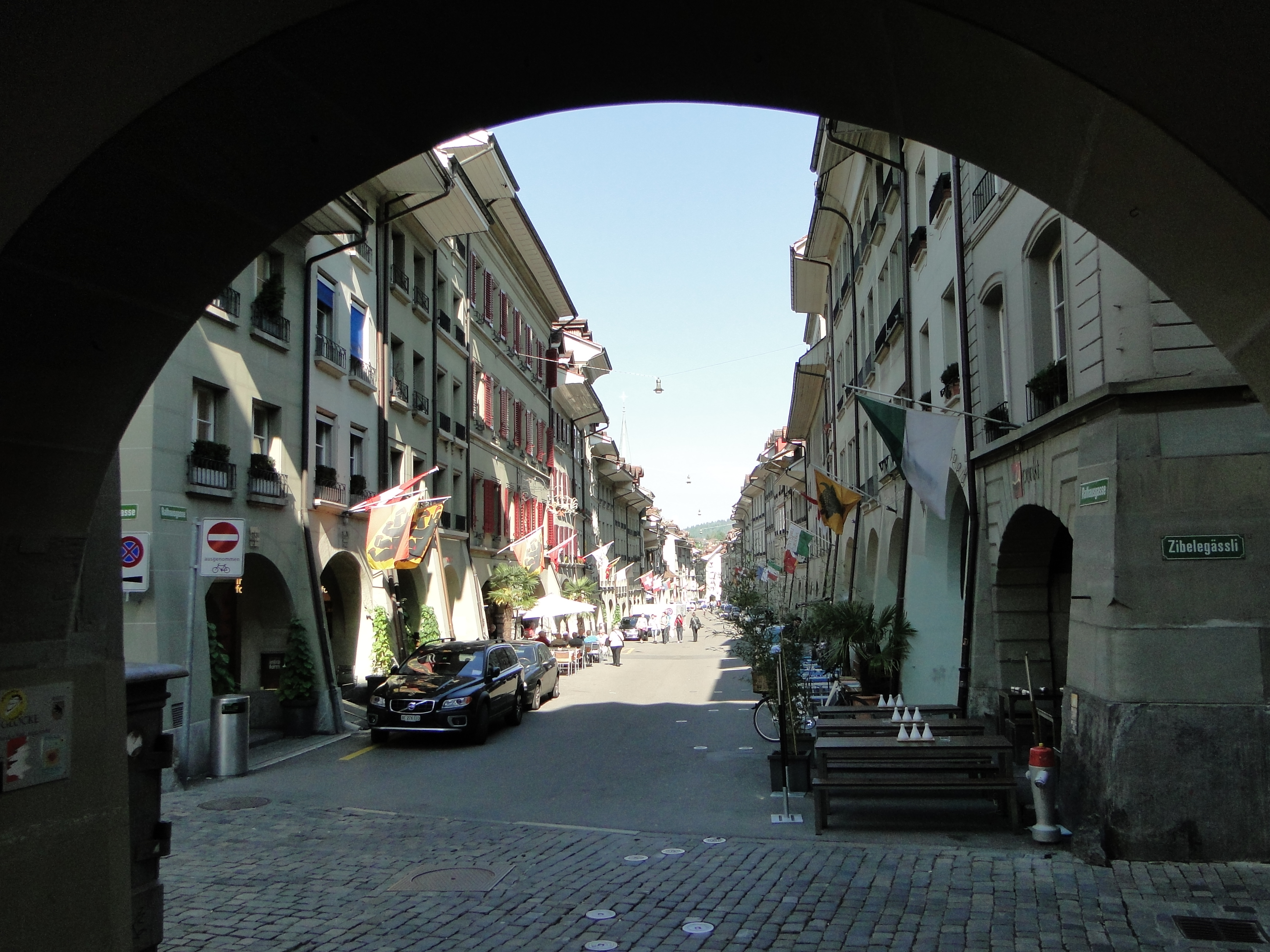
Rathausgasse: Sicht nach Osten, links Haus Nr. 80 an der Ecke zur Brunngasse, rechts das Zibelegässli und Haus Nr. 73 (2012)

Die Rathausgasse ist eine der Strassen der Berner Altstadt in Bern, Schweiz. Sie verbindet das Rathaus mit dem Kornhausplatz. Bis in die 1970er Jahre hiess sie Metzgergasse.

## Lage

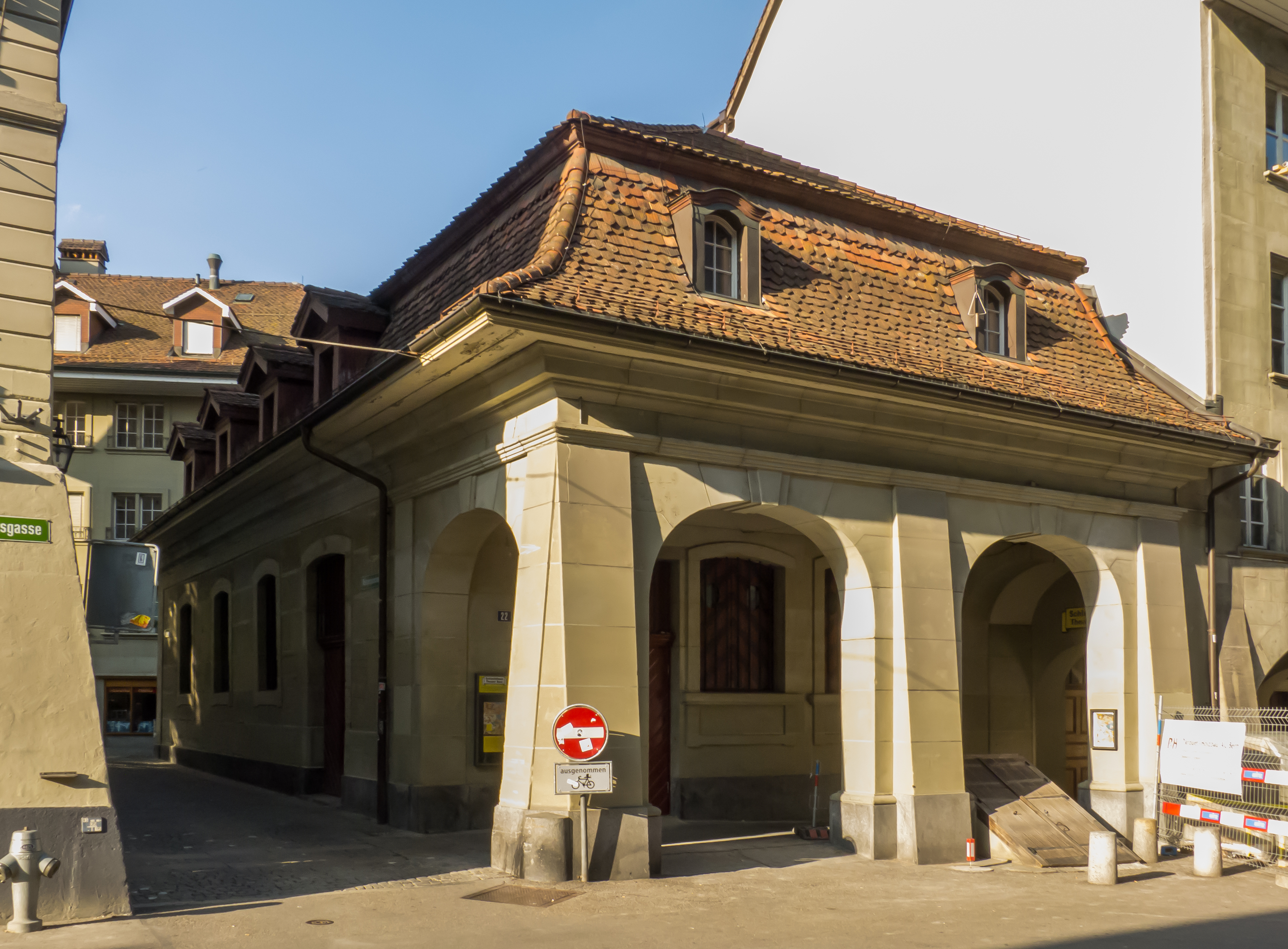
Altes Schlachthaus, Nr. 22, mit Metzgergässchen (2013)

Entsprechend der grünen Strassenschilder liegt die Rathausgasse im Grünen Quartier der Unteren Altstadt, im Perimeter des Weltkulturerbes. Die Gasse verbindet das Rathaus bzw. den Rathausplatz im Osten mit dem Kornhausplatz im Westen. Postgasse östlich und Zeughausgasse westlich bilden eine Verlängerung des Strassenzuges.
Parallel zur Rathausgasse verläuft die Kramgasse südlich.  Beim Rathausplatz verbindet die Kreuzgasse die beiden Gassen, dann das Schaalgässchen, das Schlüsselgässchen und das Zibelegässli.
Nördlich beim Schaalgässchen zweigt das Metzgergässchen ab und verbindet die Rathausgasse mit der Brunngasse. Diese verläuft nördlich trifft aber beim Zibelegässli wieder auf die Rathausgasse. Eine seitliche Verbindungsgasse der beiden ist das Schlossergässchen. Direkt beim Rathausplatz führt der Mani-Matter-Stutz zur Schüttestrasse.

## Geschichte

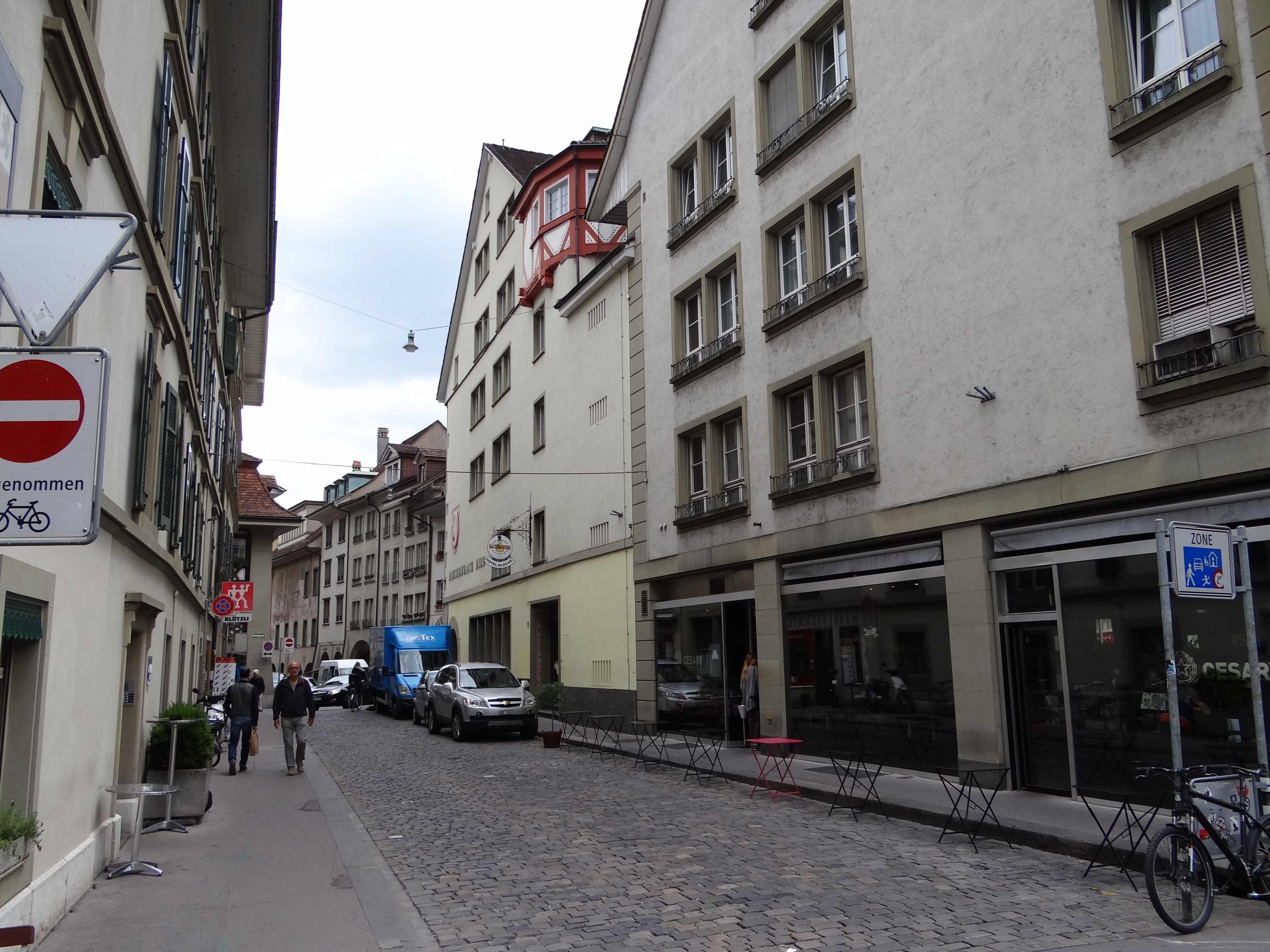
Sicht vom westlichen Ende der Strasse, beim ehemaligen Statthaltergässli (2013)

Ab 1300 waren die heutige Rathausgasse und Postgasse als Hormannsgasse oder Hormatsgasse bekannt. Die namengebende Familie Hormann lebte von 1224 bis 1326 in Bern. Seit 1619 war der obere Teil als Metzgergasse bekannt. Der Teil bei den Häusern Nr. 82 und 84 hiess vor 1898 Statthaltergässli.
1971 wurde die Gasse vom Gemeinderat zur Rathausgasse umbenannt (Der nördliche Teil der Kreuzgasse hiess zuvor Rathausgasse).
Die ersten Häuser der linken Strassenseite fielen der Erweiterung des Rathausplatzes zum Opfer.

## Gebäude

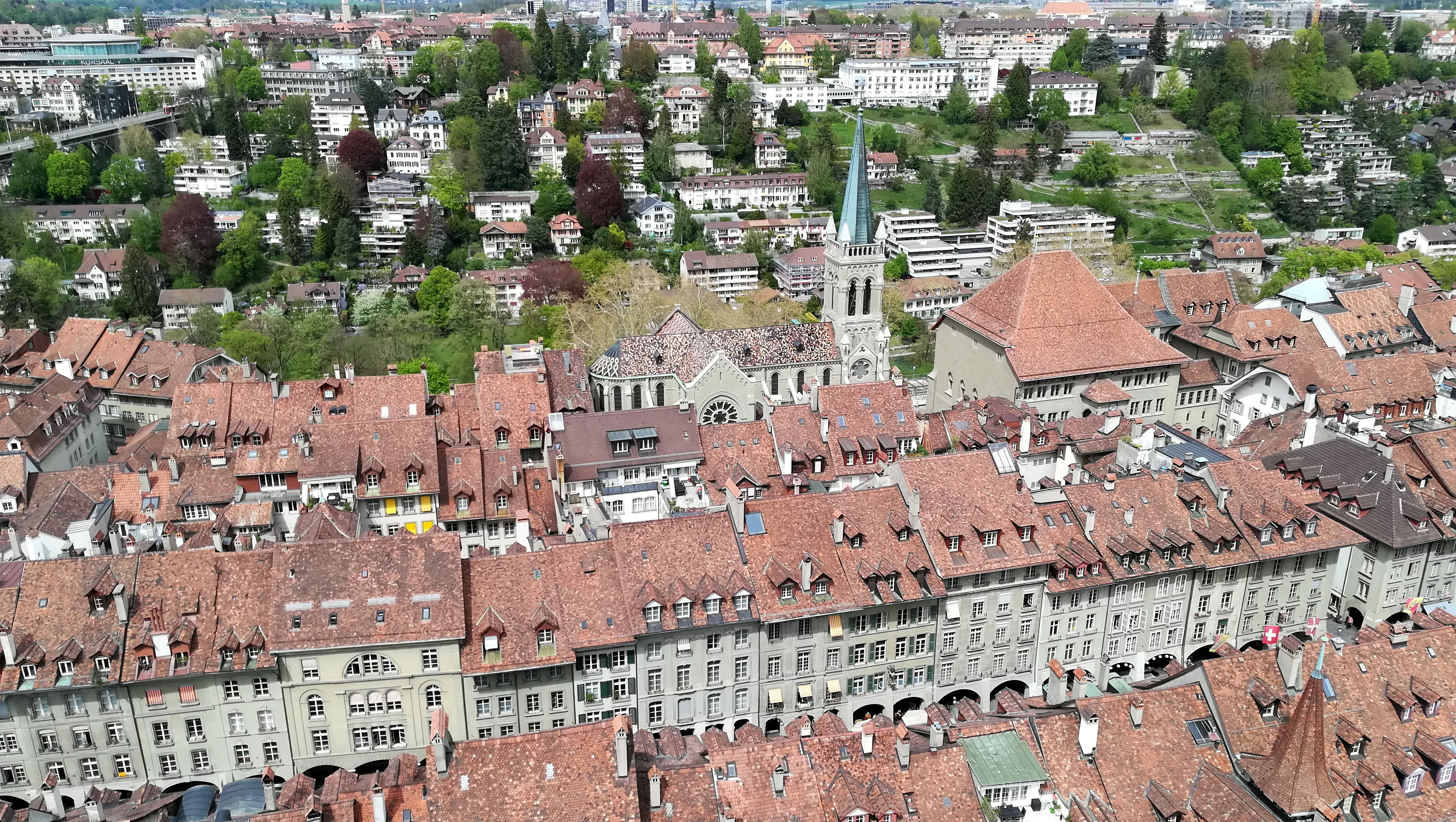
Die Kramgasse im Vordergrund mit den teilweise verbundenen Gebäuden der linken Seite der Rathausgasse, dahinter St. Peter und Paul und das Rathaus (Sicht vom Münster, 2019)

Die Gebäude der linken Strassenseite (ungerade Hausnummern, auch Schattseite) bilden teilweise die Hinterhäuser der Gebäude der Kramgasse.
Am Anfang der Gasse findet sich die Kirche St. Peter und Paul (Nr. 2), ein Kulturgut nationaler Bedeutung. Das ehemalige Schlachthaus (Nr. 22) ist ein Kulturgut regionaler Bedeutung.
Das Konservatorium befindet sich an Nr. 33–37 (Kramgasse 36). Die hintere Fassade des Tscharnerhauses (Kramgasse 54) liegt bei Nr. 51.

## Brunnen

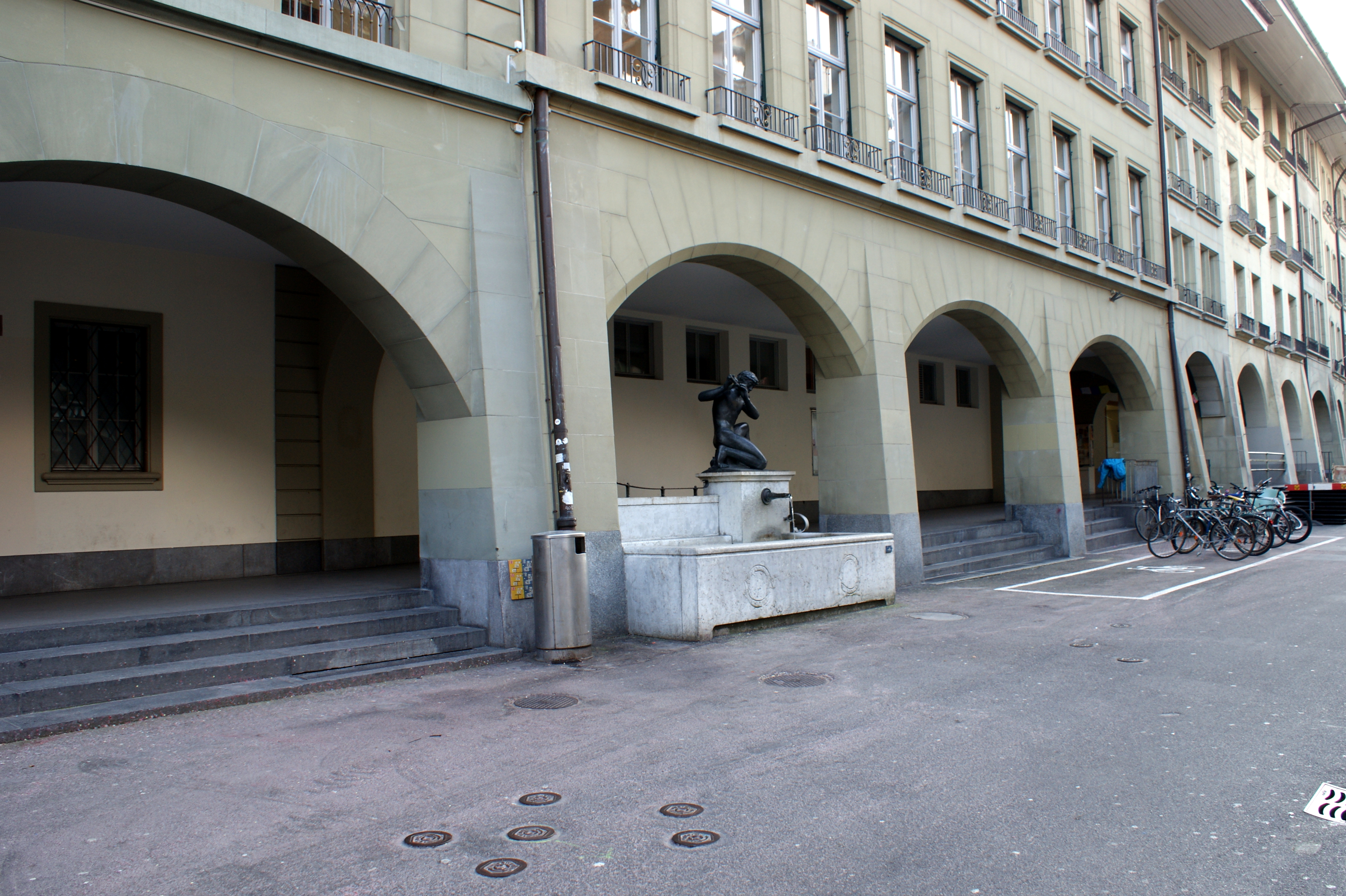
Konservatoriumbrunnen bei Nr. 33–37 (2018)

Die Bronzefigur Der Flötenspieler wurde 1940 von Max Fueter für den Konservatoriumbrunnen (bei Nr. 33–37) geschaffen.